# Grevillea tetragonoloba
Espèce
Classification phylogénétique
Grevillea tetragonoloba est une espèce d'arbuste de la famille des Proteaceae endémique du sud-ouest de l'Australie-Occidentale entre Albany et Esperance. Il atteint généralement entre 0,6 et 2,6 mètres de hauteur et produit des fleurs rouge ou brune du début de l'hiver à la fin du printemps dans son aire naturelle.